# اختلال دلبستگی واکنشی
اختلال دلبستگی واکنشی (به انگلیسی: Reactive attachment disorder)(اختصاری RAD) در علم پزشکی نوعی اختلال شدید و نسبتاً نادر است که کودکان را تحت تأثیر قرار می‌دهد. این اختلال از طریق شیوه‌های ارتباطی مشخصاً توزیع‌شده و سازنده در بیشتر موقعیت‌ها است که می‌تواند به شکل شکست‌های مداوم برای ایجاد یا بروز واکنش سازنده و مناسب به ارتباط‌های اجتماعی - که در آخرین نسخه دی‌اس‌ام-۵ به عنوان نوع «مهار شده» شناخته می‌شود، نوع «مهار نشده» آن اکنون دارای تشخیص جداست و به عنوان «اختلال دلبستگی مهارنشده» شناخته می‌شود. - بروز پیدا کند.
اختلال دلبستگی واکنشی از شکست در ایجاد وابستگی‌های عادی با سرپرست‌های اصلی در دوران اولیه کودکی به وجود می‌آید، چنین شکست‌هایی معمولاً از تجربه‌های شدید از غفلت، سوءاستفاده، جدایی ناگهانی از سرپرست در بین سنین شش ماهگی تا سه سالگی، تغییر مداوم سرپرست یا عدم واکنش سرپرست به تلاش‌های کودک برای برقراری ارتباط نشأت می‌گیرند. هرچند تمام یا حتی غالب این تجربه‌ها موجب به وجود آمدن اختلال نمی‌شود. این اختلال از اختلال‌های فراگیر رشد یا تأخیر در رشد و همچنین از شرایط چندابتلایی مانند کم‌توانی ذهنی که همه می‌توانند رفتارهای دلبستگی را به وجود بیاورند متفاوت دانسته می‌شود. معیارهای تشخیص یک اختلال دلبستگی واکنشی تفاوت قابل‌توجهی با معیارهایی که در دسته‌بندی انواع دلبستگی مثل اختلال عدم‌امنیت یا اختلال به‌هم‌ریختگی آمده دارند.
فرض معمول این است که کودکان دچار این اختلال سازوکار درونی به شدت توزیع‌شده‌ای از روابط دارند که می‌تواند به مشکلات بین‌فردی و رفتاری در زندگی‌شان منجر شود. تحقیق‌های انگشت‌شماری دربارهٔ اثرات این اختلال در طولانی‌مدت وجود دارد، همچنین شفافیتی در مورد وجود این اختلال پس از سن پنج‌سالگی وجود ندارد.